# Acelino Freitas
Acelino "Popó" Freitas (ur. 21 września 1975 w Salvador) – brazylijski bokser, zawodowy mistrz świata wagi junior lekkiej federacji WBO i WBA oraz federacji WBO w wadze lekkiej.

## Kariera amatorska
W roku 1994 został mistrzem Brazylii a w 1995 reprezentował swój kraj na Igrzyskach Panamerykańskich w Mar del Plata. W ćwierćfinale pokonał Juliana Carrero z Portoryko a w półfinale Kolumbijczyka Francisco Osorio. Zdobył srebrny medal przegrywając w finale z Kubańczykiem Julio Gonzálezem.

## Kariera zawodowa
Karierę zawodową rozpoczął 14 lipca 1995. Do kwietnia 1999 stoczył 20 walk, wszystkie wygrywając przed czasem. W tym czasie zdobył lokalne tytuły WBC Mundo Hispano, IBF Latino i WBA NABO.
7 sierpnia 1999 w La Cannet (Francja) doszło do spotkania z Rosjaninem Anatolijem Aleksandrowem, posiadaczem tytuł mistrza WBO w wadze junior lekkiej. Freitas wygrał przez nokaut w pierwszej rundzie. Sześciokrotnie bronił tytułu pokonując kolejno: Anthony Martineza (TKO w drugiej rundzie), byłego mistrza WBO Brytyjczyka Barry Jonesa (TKO w ósmej rundzie), przyszłego mistrza IBF w wadze lekkiej Meksykanina Javiera Jauregui (KO 1), Lemuela Nelsona (TKO 2), Carlosa Riosa (TKO 2) i Orlando Soto (KO w pierwszej rundzie). Była to kolejna 29 walka wygrana przed czasem, co jest jedną z najdłuższych takich serii w historii boksu. Seria zakończona została wygranym na punkty pojedynkiem z byłym mistrzem WBO w wadze koguciej Alfredem Koteyem z Ghany.
12 stycznia 2002 stanął w Las Vegas do unifikacyjnego pojedynku z posiadaczem tytułu WBA, niepokonanym Kubańczykiem Joelem Casamayorem. Po wątpliwym nokdaunie w 3 i napomnieniu dla Casamayora w 6r wygrał jednogłośnie na punkty. W obronie tytułu kolejno pokonał: Daniela Attaha (PKT), Juana Carlosa Ramireza (TKO 4) i Argentyńczyka Jorge Rodrigo Barriosa (TKO 12), późniejszego mistrza WBO.
3 stycznia 2004 w Mashantucket (USA) doszło do pojedynku z Uzbekiem Arturem Grigorianem o tytuł mistrza WBO w wadze lekkiej. Freitas wygrał jednogłośnie na punkty. Zostając mistrzem w wadze lekkiej zrezygnował z tytułów WBA Super i WBO w kategorii junior lekkiej. Już przy pierwszej próbie obrony tytułu, 7 sierpnia 2004, poniósł pierwszą porażkę w karierze zawodowej przegrywając przez techniczny nokaut w dziesiątej rundzie z Diego Corralesem (USA).
W roku 2005 Corrales pozbawiony został tytułu. O wakujący tytuł Freitas spotkał się 29 kwietnia 2006 w Mashantucket z Zahirem Raheem (USA). Wygrał niejednogłośnie na punkty. Po roku, 28 kwietnia 2007, wystąpił w unifikacyjnym pojedynku z posiadaczem pasa WBA Amerykaninem Juanem Díazem. Przegrał przez techniczny nokaut w ósmej rundzie i zakończył karierę. Powrócił na ring pięć lat później i znokautował w dziewiątej rundzie niepokonanego rodaka Michaela Oliveirę.